# Игры с мячом

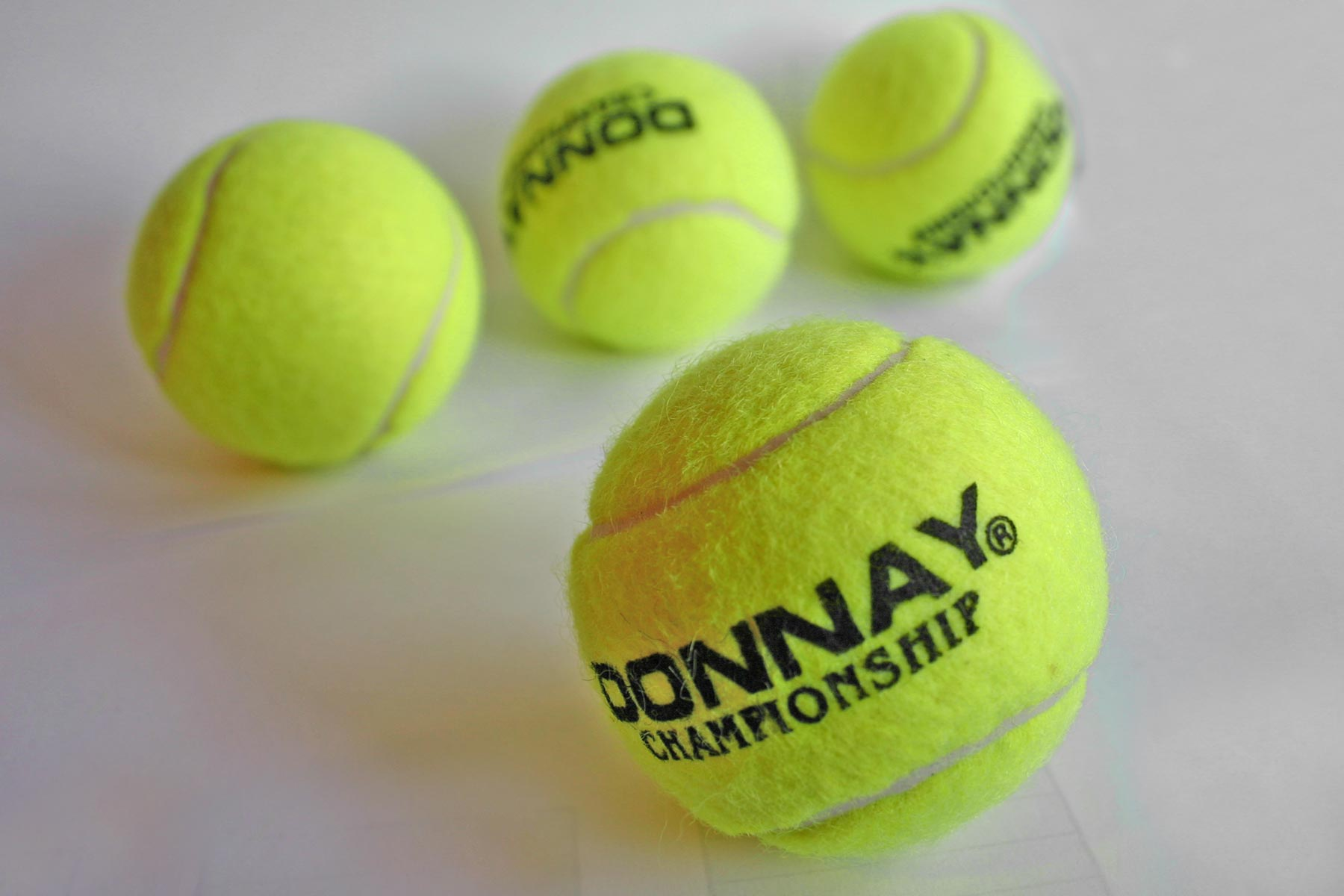
Теннисные мячи

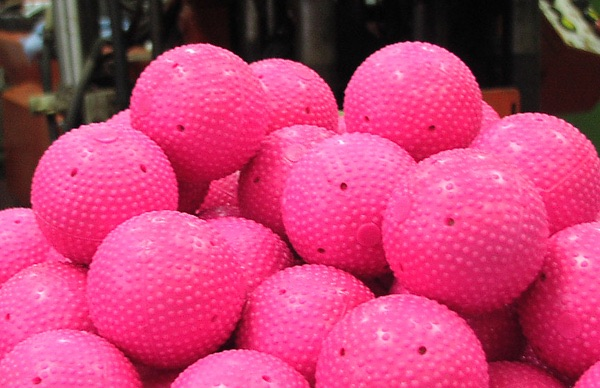
Мячи для хоккея с мячом

Игры с мячом — спортивные или иные игры, в которых используется мяч. В большинстве игр с мячом, основной целью игры является ударить, кинуть, отбить мяч определённым образом, например забить его в ворота, или отбить так, чтобы противник не смог его поймать.

## Популярные игры с мячом
Игры с мячом обычно можно отнести к одной или нескольким категориям, в зависимости от цели игры, часто такие игры происходят от одной древней игры. Примерами таких категорий могут служить:
- Игры, где забивают голы — мяч должен попасть в ворота или другую цель. Например американский футбол, футбол, футзал, хоккей с мячом, хоккей на траве, водное поло, поло, баскетбол, гандбол и пушбол.
- Игры, где мяч нужно перекидывать через сетку — мяч должен быть отбит на половину соперника так, чтобы тот не смог его отбить. Например волейбол, теннис, настольный теннис, спайкбол.
- Игры, где по мячу бьют битой — мяч должен быть отбит так, чтобы отбивающий мог добежать до цели. Например бейсбол, крикет, лапта.
- Игры, где каждый игрок должен поразить мячом цель — мяч должен поразить цель за наименьшее количество ударов или наибольшее количество целей за удар. Например, гольф.
- Игры на точность позиционирования.
- Игры, где нет победителей и проигравших. Просто ради удовольствия. Примеры — популярная в Бирме игра чинлон и японская кэмари.  Цель — подбивая (преимущественно ногами) небольшой мяч в кругу игроков, как можно дольше удержать его в воздухе.

Мяч также используется в неигровых видах спорта, например в художественной гимнастике.
Различные источники, как самые популярные игры с мячом, чаще всего отмечают футбол, баскетбол и волейбол.

## История
Гимнастическая игра с мячом встречается как у цивилизованных, так и у нецивилизованных народов (североамериканских индейцев, австралийцев и др.). В центральной Америке была распространена месоамериканская игра в мяч.
На древнеегипетских памятниках мы видим человеческие фигуры, играющие с какими-то круглыми телами. У Гомера Навзикая, дочь царя феаков играет в мяч со своими подругами; позже у греков эта игра делается более распространённой среди мужчин, кроме Спарты, где и девушки играли с мячом. Та же игра, под названием сферистики, или сферомахии, составляла особый отдел гимнастики. Различные способы игры соответствовали нынешним; грекам была известна и игра в два «города», с двумя партиями.
У римлян игра с мячом была также одним из любимейших упражнений для старых и молодых. Различались лат. pila — малый игровой мяч, follis — большой, надутый воздухом шар, и paganica, стоявшая посередине между pila и follis, набитая перьями. Мяч отбивался кулаком или рукой, причём на правую руку надевалось нечто вроде рукавицы. Всего чаще употреблялась pila; игра велась datatim или oxpulsim, смотря по тому, бросался ли мяч назад или отбивался дальше. Любимым видом игры являлся trigon в котором участвовали три партнёра, расстановкой своей составлявшие треугольник.
И в средние века игра в мяч оставалась весьма распространённой; в иных городах устраивались для неё особые помещения и избирались состоявшие на жалованье руководители игры, в некоторых Университетах просуществовавшие до новейших времен.
Теперь игра в мяч очень распространена во Франции и в Италии; в последней она служит публичным зрелищем и ведется иногда особыми обществами. При итальянской игре (итал. giuoco al palla) лапта заменяется деревянной покрышкой, надеваемой на руку. В Германии особенно распространены, помимо недавно проникших сюда английских игр в мяч, так называемая немецкая игра с небольшим мячом и кидание больших, часто имеющих рукоятку мячей. Английские игры в мяч чрезвычайно разнообразны для обоих полов; наиболее известны из них рэккет , теннис, футбол и крикет.
Первая играется на лугах. При игре в ракетбол ударяется деревянной лаптой и летит в стену, от которой должен отскакивать; для этой игры устраиваются особые корты, прежде существовавшие даже в тюрьмах. Футбол состоит в откидывании громадных мячей ногой. Ср. лаун-теннис и крикет.
В России наиболее распространённой игрой в мяч до XX века являлась лапта, имеющая много общего с крикетом, но гораздо более простая. Главные особенности её: деление играющих на 2 города, перебеги, поимка мяча, пятнание мячом бегущих.